# Powers Lake (Wisconsin)
Powers Lake és una concentració de població designada pel cens dels Estats Units a l'estat de Wisconsin. Segons el cens del 2000 tenia 1.500 habitants.

## Demografia
Segons el cens del 2000, Powers Lake tenia 1.500 habitants, 544 habitatges, i 405 famílies. La densitat de població era de 303,2 habitants per km².
Dels 544 habitatges en un 38,2% hi vivien nens de menys de 18 anys, en un 59,6% hi vivien parelles casades, en un 10,8% dones solteres, i en un 25,4% no eren unitats familiars. En el 20% dels habitatges hi vivien persones soles el 7,7% de les quals corresponia a persones de 65 anys o més que vivien soles. El nombre mitjà de persones vivint en cada habitatge era de 2,73 i el nombre mitjà de persones que vivien en cada família era de 3,15.
Per edats la població es repartia de la següent manera: un 28,5% tenia menys de 18 anys, un 6,6% entre 18 i 24, un 32,3% entre 25 i 44, un 21,2% de 45 a 60 i un 11,5% 65 anys o més.
L'edat mediana era de 36 anys. Per cada 100 dones de 18 o més anys hi havia 92,6 homes.
La renda mediana per habitatge era de 53.403 $ i la renda mediana per família de 53.264 $. Els homes tenien una renda mediana de 42.000 $ mentre que les dones 26.736 $. La renda per capita de la població era de 22.766 $. Aproximadament el 6,6% de les famílies i el 7,4% de la població estaven per davall del llindar de pobresa.

## Poblacions més properes
El següent diagrama mostra les poblacions més properes.